# Piper Curda
Piper Joy Curda (Tallahassee, Florida, 16 de agosto de 1997) es una actriz y cantante estadounidense conocida por interpretar a Jasmine Kang en la serie I Didn't Do It de Disney Channel.

## Vida y carrera
Curda nació en Tallahassee, Florida y se crio en la ciudad de Chicago. Es hija del general del ejército de Estados Unidos Stephen K. Curda. Junto con su hermana mayor Riley, Curda apareció en el musical El rey y yo. A la edad de 12, interpretó a Roly-Poly en la gira nacional de Brodway de Los 101 dálmatas musicales. En 2011, interpretó a Casey en la serie Regla Disney.com la mezcla. También hizo numerosas apariciones en series de televisión como Ley y orden: Unidad de víctimas especiales, Body of Proof (El cuerpo del delito) y Malibu Country, así como un papel recurrente en ANT Farm. En junio de 2013, consiguió el papel de Jasmine Kang en la comedia de Disney Channel I didn't do it, que comenzó a emitirse en enero de 2014. En septiembre de 2013, también apareció en un cortometraje de producción Wong Fu ¿Quién paga en una primera fecha? - Ahorre la fecha. En verano de 2014 lanzó su primer sencillo, "Losing You", y el vídeo musical el 27 de enero del mismo año. A mitad del mismo año, ha estado en la serie Liv & Maddie interpretando a Kathy Kan.
Actualmente, Piper estudia a distancia, es decir, en su casa.

## Filmografía
| Año       | Película / Serie                     | Personaje                          | Notas |
| --------- | ------------------------------------ | ---------------------------------- | --- |
| 2008      | Nothing Like the Holidays            | Niña del barrio                    | No acreditada                                                                                               |
| 2011      | The Joey and Elise Show              | Ella misma                         | Episodios: "The Best of 2011" y "The Curda Family"                                                          |
| 2011      | Law & Order: Special Victims Unit    | Ella Mendez                        | Episodio: "Blood Brothers"                                                                                  |
| 2011      | Body of Proof                        | Alice                              | Episodio: "Your Number's Up"                                                                                |
| 2011-2012 | Rule the Mix                         | Casey                              | Personaje recurrente                                                                                        |
| 2012      | Shmagreggie Saves the World          | Meghan                             | Piloto de Disney Channel                                                                                    |
| 2012      | Randy Cunningham: 9th Grade Ninja    | Debbie Kang                        | Episodios: "Viva El Nomicon" y "Night of the Living McFizzles"                                              |
| 2012      | Malibu Country                       | Bethany / Leyna                    | Episodes: "Pilot" and "Baby Steps"                                                                          |
| 2013-2014 | A.N.T. Farm                          | Kennedy Van Buren/Kumiko Hashimoto | Episodios: "trANTsferred," "secret agANT", "unforseen circumstANTs", "finANTial crisis", and "meANT to be?" |
| 2013      | Rizzoli & Isles                      | Megan                              | Episodio: "All for One"                                                                                     |
| 2013      | Reading, Writing & Romance           | Fiona                              | Telefilm |
| 2013      | Phys Ed                              | Nancy                              | Piloto |
| 2014–2015 | I Didn't Do It                       | Jasmine Kang                       | Protagonista en Disney Channel Original Series                                                              |
| 2014      | Liv and Maddie                       | Kathy Kan                          | Episodio: "Kathy Kan-A-Rooney"                                                                              |
| 2015      | Teen Beach 2                         | Alyssa                             | Protagonista en la Disney Channel Original Movie; amiga del instituto de Mack                               |
| 2019      | The Wretched                         | Mallory                            | |
| 2020      | las chicas mandan                    | Kayla                              | |
| 2022      | cuando el tiempo se hizo más ruidoso | Jen                                | |
| 2023      | Secretos de un escándalo             | Honor                              | |
| 2023      | enfrentamiento en el Grand           | Spike                              | |
| 2023      | devuelta a las Vegas                 | Gia                                | |

## Discografía
Singles
| Año  | Single               | Álbum                       |
| ---- | -------------------- | --------------------------- |
| 2014 | Losing You           | —                           |
| 2014 | Messing With My Head | —                           |
| 2014 | Taking Me Higher     | While You Were Away... - EP |
| 2014 | Letting Go           | —                           |

### Apariciones especiales
| Sencillo                                                                                | Año  | Álbum |
| --------------------------------------------------------------------------------------- | ---- | ----- |
| "Do You Want to Build a Snowman?" (como parte del grupo Disney Channel Circle of Stars) | 2014 | —     |